# Otrarkatastrofen
Otrarkatastrofen blev foretaget af mongolerne under ledelse af Djengis Khan i 1219. Efter mongolernes erobring af naimanerriget 1205 flyttede fyrsten Kuchlug til Kara-Khitan hvor han skabte en magtbase. Under ledelse af Djengis Khans søn Jochi og general Jebe erobrede mongolerne Kara-Khitan år 1218. Kara-Khitai grænsede mod syd op til Khwarezmidernes imperium. Djengis Khan så store fordele i at have en fri handelsrute fra øst til vest og ønskede derfor gode handelsrelationer med khwarezmiderne og deres shah Ala ad-Din Muhammed II. Djengis Khan behandlede Ala ad-Din Muhammed II som en jævnbyrdig og bød ham velkommen med ordene: "du behersker morgensolen og jeg aftensolen". I 1217 indgik mongolerne en handelsaftale med Ala ad-Din Muhammed II.
I 1218 var Jochi i Kara-Khitan for at afslutte den mongolske invasion og henrette trodsige naimaner. Under jagten på naimanerstyrker, som flygtede mod sydvest kom de i konflikt med Ala ad-Din Muhammed II, hvilket greb forstyrrende ind i de diplomatiske forbindelser mellem mongolerne og Khwarezmia. Som en følge heraf beordrede den lokale guvernør i Otrar, Gayer Khan, at en mongolsk karavane med handlende og gesandter skulle fængsles på trods af deres diplomatiske status.
Guvernøren motiverede sin handling med, at karavanen medbragte for få varer til at være en ægte handelsdelegation, ligesom han ikke fandt, at deltagerne var tilstrækkeligt ærbødige. Han undervurderede formentlig mongolernes styrke og slagkraft.
Djengis Khan lod sig først ikke provokere, men sendte gesandter til Ala ad-Din Muhammed II i håbet om, at denne ville straffe guvernøren. Da gesandterne nåede til Ala ad-Din Muhammed II's lejr, blev de straks henrettet, ligesom shahen beordrede de fængslede deltagere i karavanen henrettet og deres varer beslaglagt.
Dette anså Djengis Khan for at være en krigserklæring, og han planlagde derfor en invasion, som fandt sted i begyndelsen af 1219.
Invasionen af Khwarezmia var en direkte følge af Otrarkatastrofen. Efter invasionen kontrollerede mongolerne Khwarezmia, som tidligere var et selvstændigt imperium, der omfattede store dele af Stor-Iran, blandt andet nutidens Uzbekistan, Turkmenistan, Afghanistan, Iran og nogle nordlige provinser i Indien. Erobringen af Khwarezmia var den første af tre større mongolske erobringstogter vestpå. 